# Netherton (Nouvelle-Zélande)

Netherton est une communauté rurale située dans le District de Hauraki et la région de  Waikato dans l’Île du Nord.

## Éducation
L’école de Netherton School est une école primaire, publique, mixte  avec un effectif de  150 élèves en novembre 2022